# Onze-Lieve-Vrouw-ten-Hemelopnemingskerk (Wijshagen)

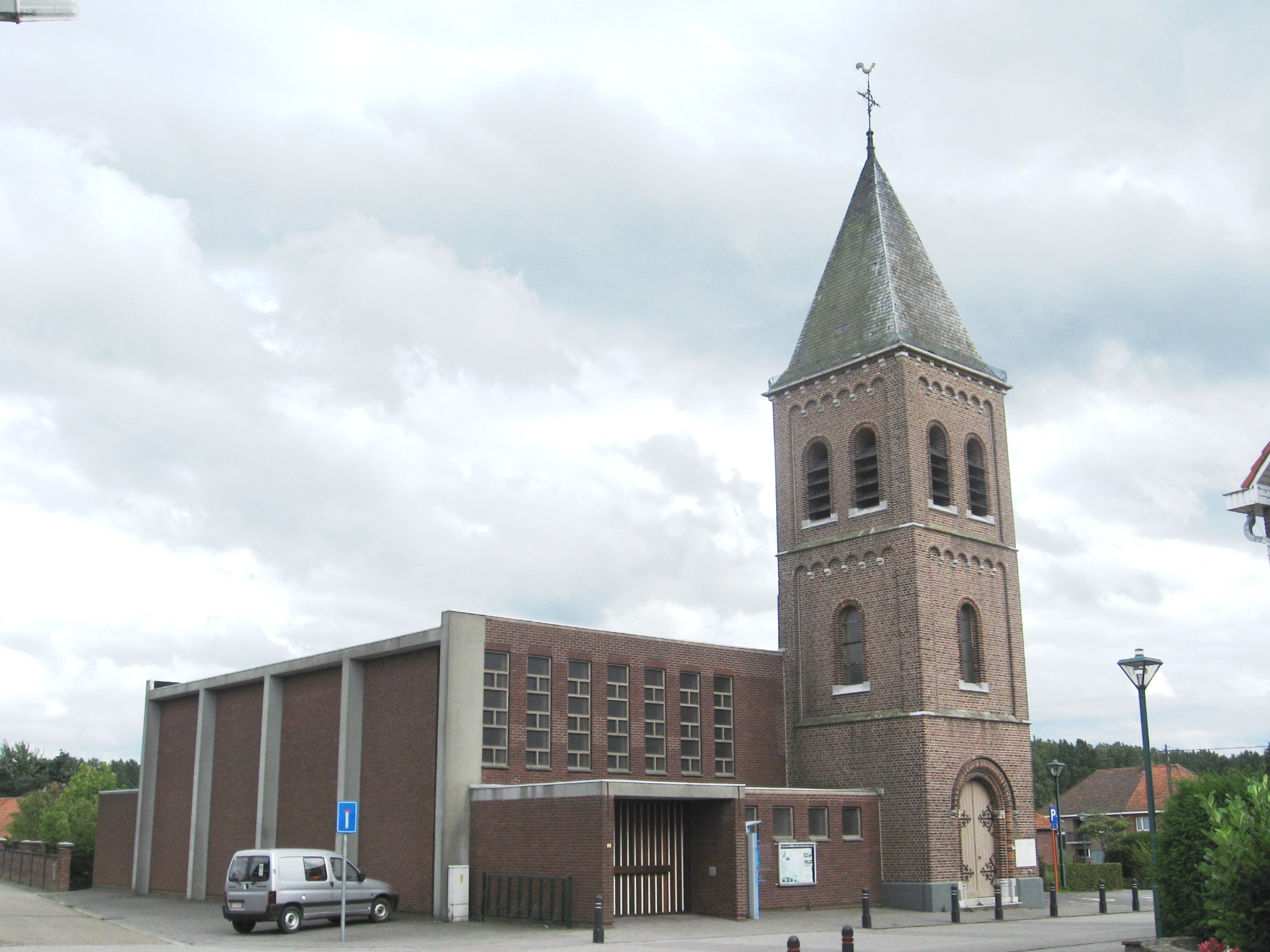
Onze-Lieve-Vrouw-ten-Hemelopnemingkerk

De Onze-Lieve-Vrouw-ten-Hemelopnemingkerk is de parochiekerk van Wijshagen, gelegen aan de Kerkstraat.

## Geschiedenis
De oorsprong van de toenmalige Onze-Lieve-Vrouweparochie is niet geheel bekend, maar ze is zeer oud. Mogelijk was het de moederkerk van Meeuwen, Gruitrode en Ellikom en mogelijk werd de parochie gesticht door het Onze-Lieve-Vrouwekapittel van Maastricht. Dit kapittel bezat het patronaatsrecht en één derde deel van het tiendrecht. Later werd het patronaatsrecht afgestaan aan de Abdij van Herkenrode. In 1157 was voor het eerst sprake van een kerkgebouw, met de rang van kwartkerk, dat opgetrokken was in Maaskeien en blijkbaar slechts één zijbeuk bezat.
In 1726 was er sprake van ingrijpend herstel ten gevolge van verwaarlozing. Een groot deel van de kerk, waaronder de zijbeuk, werd daartoe afgebroken. De toren werd hersteld.
Van 1887-1888 werden kerk en toren vervangen door een neoromaans gebouw, ontworpen door Mathieu Christiaens. Ook dit gebouw werd, op de toren na, gesloopt, en in 1967-1968 werd een nieuwe zaalkerk gebouwd in modernistische stijl. De neoromaanse toren bleef hierbij behouden, en -in sterk gewijzigde vorm- ook het koor.

## Gebouw
De neoromaanse toren is een bakstenen bouwwerk van drie geledingen, met een tentdak als spits, die met leien gedekt is.
Het kerkgebouw, in modernistische stijl, is een doosvormige constructie in baksteen, met betonnen pijlers en met verticale vensters met glas in beton.

## Meubilair
Er is een 12e-eeuws hardstenen romaans doopvont dat vier maskers toont. Het neogotische altaar en de communiebank zijn van 1888. Er zijn een aantal laatgotische beelden: Een calvariegroep in gepolychromeerd hout (1510-1520), vervaardigd door de Meester van de Kempisch Calvaries, een piëtà uit begin 16e eeuw, een Sint-Anna te Drieën. Beelden van de Heilige Barbara, Catharina en Lucia, van omstreeks 1525. Het schilderij Jezus aan het Kruis werd omstreeks 1700 vervaardigd. Het orgel is uit 1901.
Omstreeks 1968 werden de koorlezenaars en de altaarkandelaars vervaardigd, door F. Brans.
De torenklok is uit 1427.